# Bolaños de Calatrava
Bolaños de Calatrava é um município da Espanha na província de Ciudad Real, comunidade autónoma de Castilla-La Mancha, de área 88 km² com população de 12177 habitantes (2007) e densidade populacional de 138,38 hab./km².

## Demografia

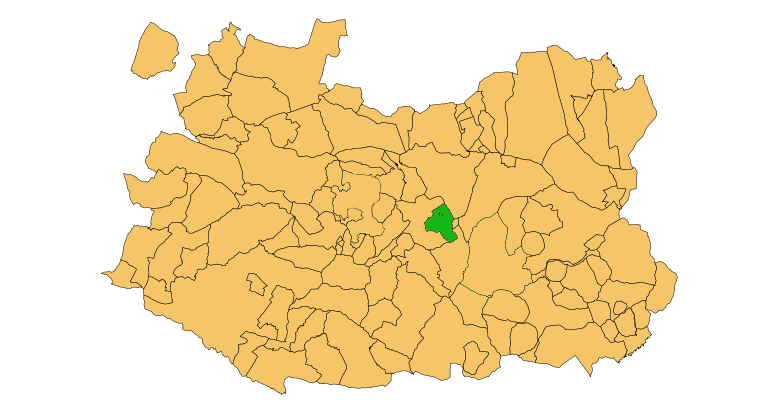
Mapa de localização

| Variação demográfica do município entre 1991 e 2004 | Variação demográfica do município entre 1991 e 2004 | Variação demográfica do município entre 1991 e 2004 | Variação demográfica do município entre 1991 e 2004 |
| --------------------------------------------------- | --------------------------------------------------- | --------------------------------------------------- | --------------------------------------------------- |
| 1991                                                | 1996                                                | 2001                                                | 2004                                                |
| 10                                                  | 10547                                               | 11290                                               | 11831                                               |

## Pontos de interesse
- Castillo de doña Berenguela;[4]
- Iglesia de San Felipe y Santiago;
- Ermita de San Cosme y San Damián;[5]
- Santuario de Nuestra Señora del Monte. [6]

## Pessoas ilustres
Pessoas ilustres relacionadas a Bolaños de Calatrava por sua atividade ou origem estão listadas abaixo:
- Macarena Aguilar
- Elviro Aranda
- José Aranda Aznar
- José Calzado y López
- Francisco José García Torres
- Francisco Javier García Rubio